# Homem em Pé

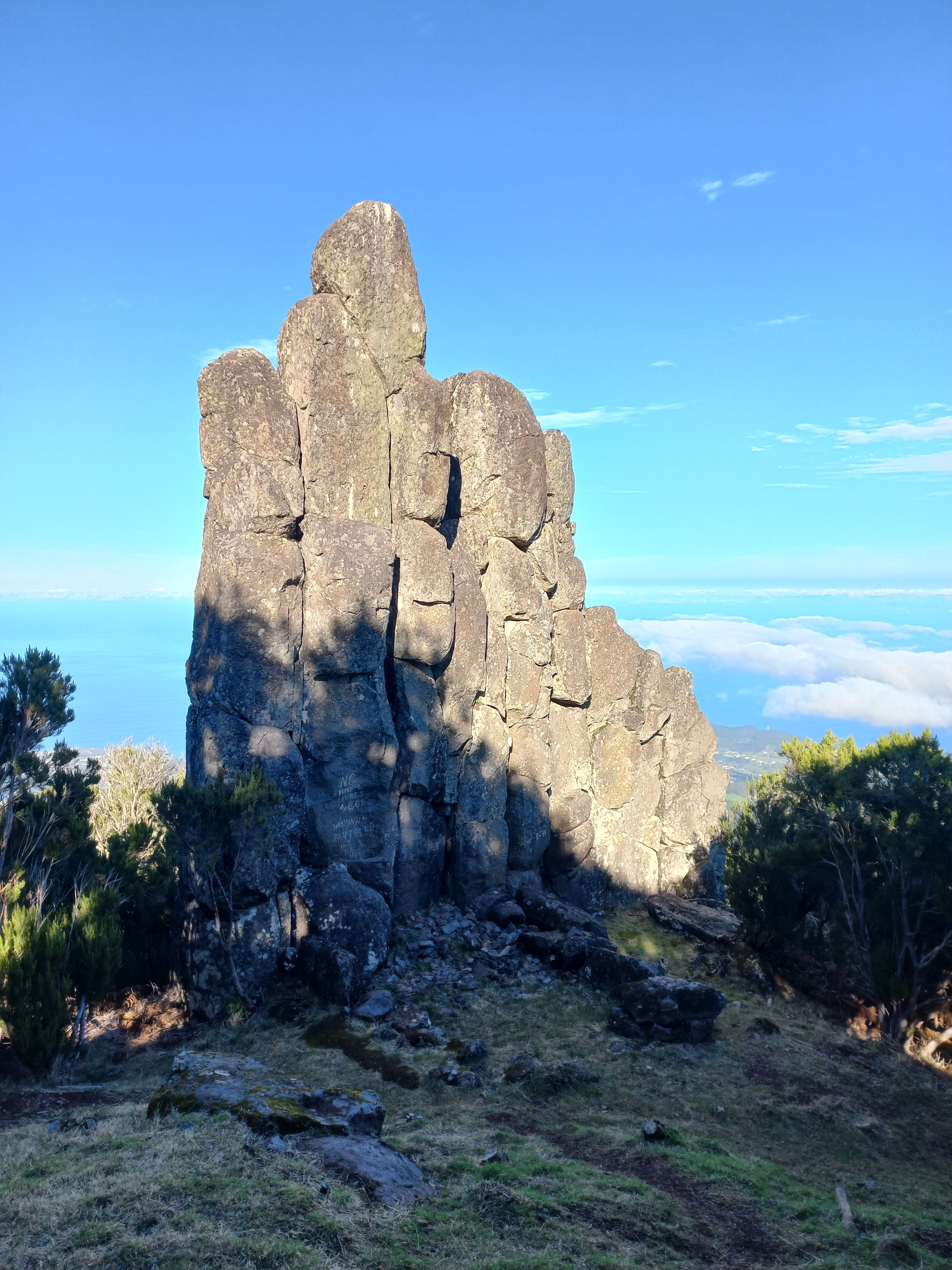

Die Felsformation Homem em Pé (Stehender Mann bzw. Der Mönch) befindet sich hinter dem Restaurant Achad do Teixeira in Santana, Madeira, Portugal und besteht aus Basalt.

## Lage
Die Felsformation befindet sich in nächster Nähe zum Wanderweg (Vereda) von Achada do Teixeira nach Queimadas (Ortsteil von Santana), etwa 120 Meter vom Restaurant in nordöstlicher Richtung entfernt. Der Pico Achadas do Teixeira befindet sich etwa 100 Meter westlich der Felsformation (der Gipfel ist vom Restaurant aus rund 90 Meter nördlich). Die Straße ER 218 zum Parkplatz beim Restaurant und Ausgangspunkt zur Besteigung des Pico Ruivo umschließt das Gebiet, auf dem der Homem em Pé steht auf drei Seiten. Dieser höchste Berg Madeiras (Pico Ruivo) ist von der Felsformation in südwestlicher Richtung rund 2300 Meter Luftlinie entfernt.
Der Ort Santana liegt rund 5 Kilometer Luftlinie im Nordosten entfernt.

## Beschreibung
Die Felsformation ist über 15 Meter hoch und besteht aus natürlich aufgeschichteten Basaltblöcken, die sich gegenseitig ausbalanciert haben, nachdem das umgebende weichere Material über tausende von Jahren erodierte.
Das Geomonument wird auch als „Stehender Mann“ oder auch als „der Mönch“ bezeichnet, weil sich darin menschliche Züge finden sollen.